# فریبوری دوره
فریبوری دوره (انگلیسی: Férébory Doré؛ زادهٔ ۲۱ ژانویهٔ ۱۹۸۹) یک بازیکن فوتبال اهل جمهوری کنگو است.
از باشگاه‌هایی که در آن بازی کرده‌است می‌توان به پترولول پلویشت، سی‌اف‌آر کلوژ، باشگاه فوتبال آنژه، باشگاه فوتبال بوتو پلوودیو، و باشگاه فوتبال آنژه، تیم ملی فوتبال کنگو، پترولول پلویشت، باشگاه فوتبال بوتو پلوودیو، و تیم ملی فوتبال کنگو اشاره کرد.
وی همچنین در تیم ملی فوتبال Congo بازی کرده است.